# Cleveland (Georgia)
Cleveland – miasto w Stanach Zjednoczonych, w stanie Georgia, w hrabstwie White.